# Glenwood (municipalité rurale)
Pour les articles homonymes, voir Glenwood.
Glenwood est une municipalité rurale du Manitoba située au sud-ouest de la province. La municipalité compte environ 600 habitants.

## Géographie
La ville de Souris est enclavée au centre du territoire de la municipalité.

## Démographie
| 2001 | 2006 | 2011 | 2016 |
| ---- | ---- | ---- | ---- |
| 664  | 640  | 602  | 588  |

## Référence
- (en) Cet article est partiellement ou en totalité issu de l’article de Wikipédia en anglais intitulé « Rural Municipality of Glenwood » (voir la liste des auteurs).

1. ↑  « Statistique Canada - Profils des communautés de 2006 -    Glenwood RM » (consulté le 4 juin 2020)
2. ↑  « Statistique Canada - Profils des communautés de 2016 -   Glenwood RM » (consulté le 3 juin 2020)